# لانا موریس
لانا موریس (به انگلیسی: Lana Morris; ۱۱ مارس ۱۹۳۰ – ۲۸ مهٔ ۱۹۹۸) با نام اصلی آوریل مورین آنیتا موریس (انگلیسی: Averil Maureen Anita Morris) یک هنرپیشه بریتانیایی سینما و بازیگر تلویزیون در طول دهه‌های ۱۹۵۰ و ۱۹۶۰ بود.
از فیلم‌هایی که وی در آن نقش داشته‌است می‌توان به مرد لحظه‌ها همراه با نورمن ویزدوم اشاره کرد.